# Фініш (комуна)
Фініш (рум. Finiș) — комуна у повіті Біхор в Румунії. До складу комуни входять такі села (дані про населення за 2002 рік):
- Іоаніш (743 особи)
- Брустурі (10 осіб)
- Фізіш (235 осіб)
- Фініш (1768 осіб) — адміністративний центр комуни
- Шункуйш (893 особи)

Комуна розташована на відстані 383 км на північний захід від Бухареста, 55 км на південний схід від Ораді, 98 км на захід від Клуж-Напоки, 129 км на північний схід від Тімішоари.

## Населення
За даними перепису населення 2002 року у комуні проживали 3649 осіб.
Національний склад населення комуни:
| Національність | Кількість осіб | Відсоток |
| -------------- | -------------- | -------- |
| румуни         | 1941           | 53,2%    |
| угорці         | 1358           | 37,2%    |
| цигани         | 343            | 9,4%     |
| німці          | 6              | 0,2%     |

Рідною мовою назвали:
| Мова       | Кількість осіб | Відсоток |
| ---------- | -------------- | -------- |
| румунська  | 2251           | 61,7%    |
| угорська   | 1351           | 37,0%    |
| циганська  | 39             | 1,1%     |
| німецька   | 6              | 0,2%     |
| українська | 1              | < 0,1%   |

Склад населення комуни за віросповіданням:
| Релігія        | Кількість осіб | Відсоток |
| -------------- | -------------- | -------- |
| православні    | 1539           | 42,2%    |
| реформати      | 1236           | 33,9%    |
| греко-католики | 383            | 10,5%    |
| п'ятдесятники  | 342            | 9,4%     |
| баптисти       | 75             | 2,1%     |
| римо-католики  | 23             | 0,6%     |
| адвентисти     | 13             | 0,4%     |
| не релігійні   | 10             | 0,3%     |
| лютерани       | 2              | 0,1%     |
| старообрядці   | 1              | < 0,1%   |